# Кресеј
Кресеј (фр. Creysseilles) насеље је и општина у источној Француској у региону Рона-Алпи, у департману Ардеш која припада префектури Прива.
По подацима из 2005. године у општини је живело 132 становника, а густина насељености је износила 12 становника/km². Општина се простире на површини од 10,25 km². Налази се на средњој надморској висини од 450 метара (максималној 924 m, а минималној 337 m).

## Демографија
| 1962. | 1968. | 1975. | 1982. | 1990. | 2011. |
| ----- | ----- | ----- | ----- | ----- | ----- |
| 144   | 114   | 98    | 107   | 116   | 121   |

График промене броја становника у току последњих година